# Kronos (groupe)
Pour les articles homonymes, voir Kronos.
Kronos est un groupe de brutal death metal français, originaire d'Épinal, dans le département des Vosges. En 2015, ils comptent un total de quatre albums et deux démos. Pendant leur carrière, ils jouent plusieurs centaines de concerts à travers l’Europe. Le nom d'origine est une référence au titan Kronos, le père de Zeus dans la mythologie grecque. Une particularité de Kronos est que les paroles sont principalement axées sur des mythes et sujets historiques comme la Rome antique, la Grèce antique, les royaumes barbares, la Scandinavie, l'Égypte, etc.

## Biographie
Kronos est formé en 1994 à Épinal par Grams, Marot, Jérémy et Mike, alors respectivement âgés de 14, 17, 17 et 13 ans. Ils jouent alors du heavy-thrash-metal. En 1996, Marot est remplacé à la guitare par Tems, âgé de 19 ans, et Kristof intègre le groupe comme chanteur. L’année d’après, Kronos oriente son style et sa musique vers le death metal, et enregistre sa première démo titrée Outrance. Tom remplace Jérémy à la basse en 1999, et le groupe évolue vers le brutal death metal, qui se manifeste en 2000 avec la sortie du split Split Promo 2000 avec None Divine.
Kronos enregistre et sort son premier album en 2001, il s’agit de Titan’s Awakening. L’album est auto-produit, et permet au groupe de se faire repérer, et de signer son premier contrat avec le label Warpath Records (ex-Shockwave). Une réédition de l'album Titan's Awakening sort à la fin octobre de la même année avec une nouvelle jaquette assurée par Deather (Angel Corpse, Gurkkhas, Vital Remains...) ainsi qu'une entière réadaptation graphique. En 2003, Richard Chuat remplace Tems à la guitare, et le groupe signe un contrat discographique de deux albums avec le nouveau label espagnol Xtreem Music dirigé par Dave Rotten du groupe Avulsed. L’album suivant, Colossal Titan Strife sort en 2004, et est suivi d’une tournée européenne en 2005.
En 2007, le groupe signe au label Neurotic Records, auquel il publie 1er avril 2007 son troisième album, The Hellenic Terror. Il suit en novembre 2008 par la réédition du premier album du groupe, Titan's Awakening, sous le nom de Prelude to Awakening. Le chanteur, Kristof, quitte le groupe en 2009 ; au Night Fest Metal 2011, à Arlon, c’est l’écossais Chris Lewis. Kronos en profite pour jouer des titres inédits après presque deux ans d'absence sur scène. Triv rejoint aussi Kronos en tant que chanteur en 2013.
En avril 2015, Kronos signe avec le label Unique Leader Records, qui confirme un nouvel album du groupe pour le 24 juillet la même année. Ce quatrième album du groupe, Arisen New Era, est donc publié en juillet. Il est enregistré, mixé et masterisé par David Potvin aux Dome Studios (Lyzanxia, Arcania, Under The Abyss etc.) à Angers.
En mars 2017 le groupe annonce qu'il se sépare après une dernière prestation dans le cadre de l'Asylum Metal Fest de Limours le 1er avril.
En juin 2023 Kronos annonce sa reformation à l’occasion des 20 ans de l’album Colossal Titan Strife. Le groupe remonte sur scène à partir de septembre 2023 avec le line-up historique : Grams & Richard aux guitares, Tom à la basse, Kristof au chant et Mike à la batterie.

## Membres

### Anciens membres
- Jérôme « Grams » Grammaire - guitare (1994-2017), chant (1994-1996)
- Jeremy Siaux - basse, chant (1994-1999)
- Michaël « Mike Sako » Saccoman - batterie (1994-2012)
- Marot - guitare (1994-1996)
- Nicolas « Tems » Temmar - guitare (1996-2003)
- Christophe « Kristof » Gérardin - chant (1996-2009)
- Tom - basse, chœurs (1999-2017)
- Richard Chuat - guitare (2003-2017)
- Chris Lewis - chant (2011-2013)
- Quentin Regnault - batterie (2012-2013)
- Anthony Reyboz - batterie (2013-2015)
- Trivette - chant (2013-2017)

### Membres live
- Quentin Regnault  (depuis 2015)
- Kevin Foley - batterie (2013, 2015)

## Discographie
- 1997 - Outrance (démo)
- 2000 - Split Promo 2000 (split avec None Divine)
- 2001 - Titan's Awakening (album)
- 2004 - Colossal Titan Strife (album)
- 2007 - The Hellenic Terror (album)
- 2009 - Prelude To Awakening (album - réédition de Titan's Awakening & Démos)
- 2015 - Arisen New Era (album)